# El comandante Fort
El comandante Fort (prt: O Comandante Fort; bra: Ricardo Fort: O Comandante) é uma série de televisão documental produzida pela 20/20 Films para a The Walt Disney Company. A docussérie biográfica contará a história de Ricardo Fort, cantor, ator, figura da mídia e empresário argentino que faleceu em 2013. Composta por 4 episódios, a série será lançada em 25 de janeiro de 2023 no Star+.

## Descrição
Ricardo Fort: O Comandante narra a vida de Ricardo Fort por meio de entrevistas e depoimentos de familiares e amigos próximos, inclusive de seus filhos Marta e Felipe, seu irmão Eduardo, e Gustavo Martínez, que foi seu parceiro mais conhecido, além de imagens inéditas e de arquivo público e reconstruções originais. Assim, a produção explora a vida de Fort longe do sensacionalismo, focando em muitos dos laços reais e próximos que ele teve na vida. Além disso, são abordados temas de relevância social, como o cenário gay dos anos 90 e 2000, a crueldade do star system da televisão, o vício na fama e a manipulação extrema do corpo em prol da imagem, todos temas relacionados à vida de Fort.